# Kryżani Wowky Kijów
Kryżani Wowky Kijów (ukr. Крижані Вовки Київ, ros. Ледяные Волки Киев – Ledianyje Wołki Kijów) – ukraiński klub hokeja na lodzie z siedzibą w Kijowie.

## Historia
Pierwotnie w 2017 powstał klub HK Wowky Browary z siedzibą w Browarach (pierwotnie określany jako Browarśki Wowky), który został przyjęty do składu uczestników Ukraińskiej Hokejowej Ligi edycji 2017/2018. Prezesem klubu był Witalij Fedianin, a potem został nim. W pierwszym sezonie posadą głównego trenera sprawował Ołeksandr Chmil, potem Mykoła Sydorow, w sztabie byli Rafail Umianow, Andriej Chapkow, a drużyna zajęła ostatnie szóste miejsce w lidze. Pod koniec lipca 2018 ogłoszono, że nazwa klubu zostanie rozwinięta na Kryżani Wowky (pol. lodowe wilki), a siedziba została przeniesiona z Browarów do Kijowa. Drużyna została przyjęta do edycji UHL 2018/2019, prezesem pozostawał Andriej Chapkow, głównym trenerem Mykoła Sydorow, asystentami Andriej Chapkow i Ihor Archypenko, zaś hokeiści ponownie uplasowali się na ostatnim szóstym miejsce w lidze. Ekipa została zgłoszona do kolejnego sezonu 2019/2020. W tym okresie prezesem był nadal Chapkow, głównym trenerem Rusłan Borysenko, asystentami Ihor Archypenko i Andriej Chapkow, a zespół osiągnął piąte miejsce na sześć drużyn. Przed kolejną edycją UHL 2020/2021 Kryżani Wowky pozostali w lidze, rozszerzonej do ośmiu uczestników. Nowym głównym trenerem został Białorusin Jauhienij Kasztanau. Do sztabu weszli Ihor Archypenko i Rusłan Borysenko, a prezesem pozostawał Chapkow. Pod koniec grudnia 2020 ogłoszono, że Kasztanau ustąpił ze stanowiska, nowym głównym trenerem został Ihor Archypenko, a jego asystentami zostali Rusłan Borysenko oraz nowy w sztabie Jewhen Alipow.
Do edycji UHL 2021/2022 drużyna nie została przyjęta.